# Мішен-Бенд (Техас)
Мішен-Бенд (англ. Mission Bend) — переписна місцевість (CDP) в США, в округах Форт-Бенд і Гарріс штату Техас. Населення — 36 914 особи (2020).

## Географія
Мішен-Бенд розташований за координатами 29°41′37″ пн. ш. 95°39′59″ зх. д. / 29.69361° пн. ш. 95.66639° зх. д. (29.693693, -95.666338).  За даними Бюро перепису населення США в 2010 році переписна місцевість мала площу 12,70 км², з яких 12,65 км² — суходіл та 0,05 км² — водойми.

## Демографія
Згідно з переписом 2010 року, у переписній місцевості мешкала 36 501 особа в 10 395 домогосподарствах у складі 8915 родин. Густота населення становила 2874 особи/км².  Було 10869 помешкань (856/км²).
Расовий склад населення:
| - 36,1 % — білих - 29,7 % — чорних або афроамериканців - 15,3 % — азіатів - 0,5 % — корінних американців - 14,7 % — осіб інших рас |

До двох чи більше рас належало 3,8 %. Частка іспаномовних становила 40,3 % від усіх жителів.
За віковим діапазоном населення розподілялося таким чином: 30,5 % — особи молодші 18 років, 63,5 % — особи у віці 18—64 років, 6,0 % — особи у віці 65 років та старші. Медіана віку мешканця становила 32,9 року. На 100 осіб жіночої статі у переписній місцевості припадало 94,8 чоловіків;  на 100 жінок у віці від 18 років та старших — 91,1 чоловіків також старших 18 років.
Середній дохід на одне домашнє господарство  становив 70 567 доларів США (медіана — 60 135), а середній дохід на одну сім'ю — 71 943 долари (медіана — 61 158). Медіана доходів становила 39 194 долари для чоловіків та 36 495 доларів для жінок. За межею бідності перебувало 12,3 % осіб, у тому числі 19,9 % дітей у віці до 18 років та 5,1 % осіб у віці 65 років та старших.
Цивільне працевлаштоване населення становило 18 223 особи. Основні галузі зайнятості: освіта, охорона здоров'я та соціальна допомога — 22,9 %, роздрібна торгівля — 13,0 %, науковці, спеціалісти, менеджери — 11,1 %.